# Jauchelette
Jauchelette (Nederlands: Klein-Geten, Waals: Djåçlete) is een dorp in de Belgische provincie Waals-Brabant en een deelgemeente van Geldenaken. Tot 1 januari 1977 was het een zelfstandige gemeente. Het dorp ligt aan Grote Gete. Zowel de Nederlandstalige als Franstalige naam van deze plaats verwijzen indirect naar de nabij gelegen plaats Geten (Frans: Jauche).

## Bezienswaardigheden
- De Sint-Gertrudiskerk (Église Sainte-Gertrude) van 1220 werd in 1823 vergroot en in 1926 grondig gerestaureerd.
- De voormalige Abdij van La Ramée, een cisterciënserinnenabdij, gesticht in 1216 waarvan onder meer de indrukwekkende hoeve bewaard bleef.
- De Moulin de La Ramée is een onderslagmolen op de Grote Gete die vroeger tot de Abdij heeft behoord.
- De Moulin Fontaine is een onderslagmolen op de Grote Gete.
- De Moulin Maka is een turbinemolen op de Grote Gete.

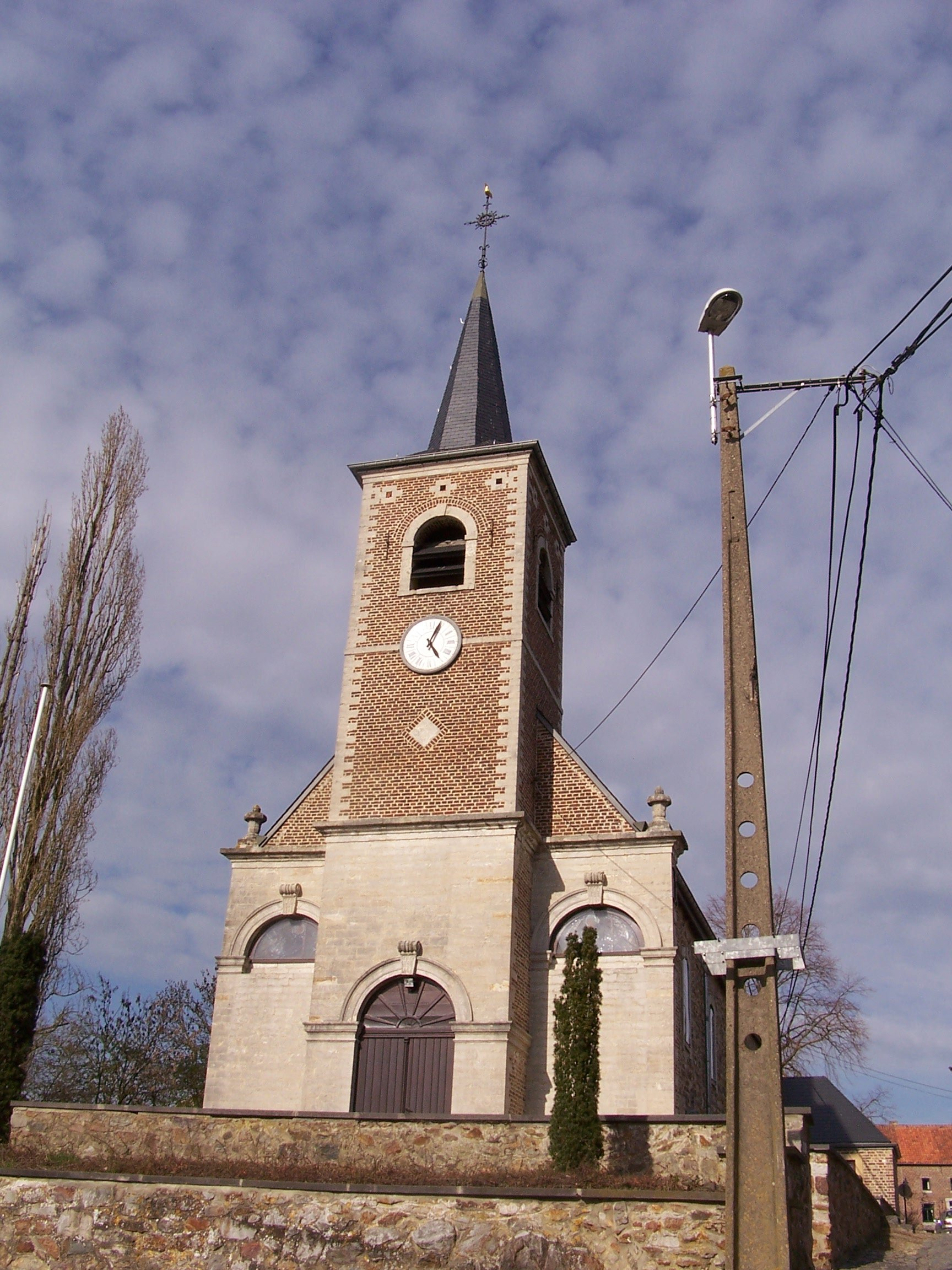
De kerk van Jauchelette
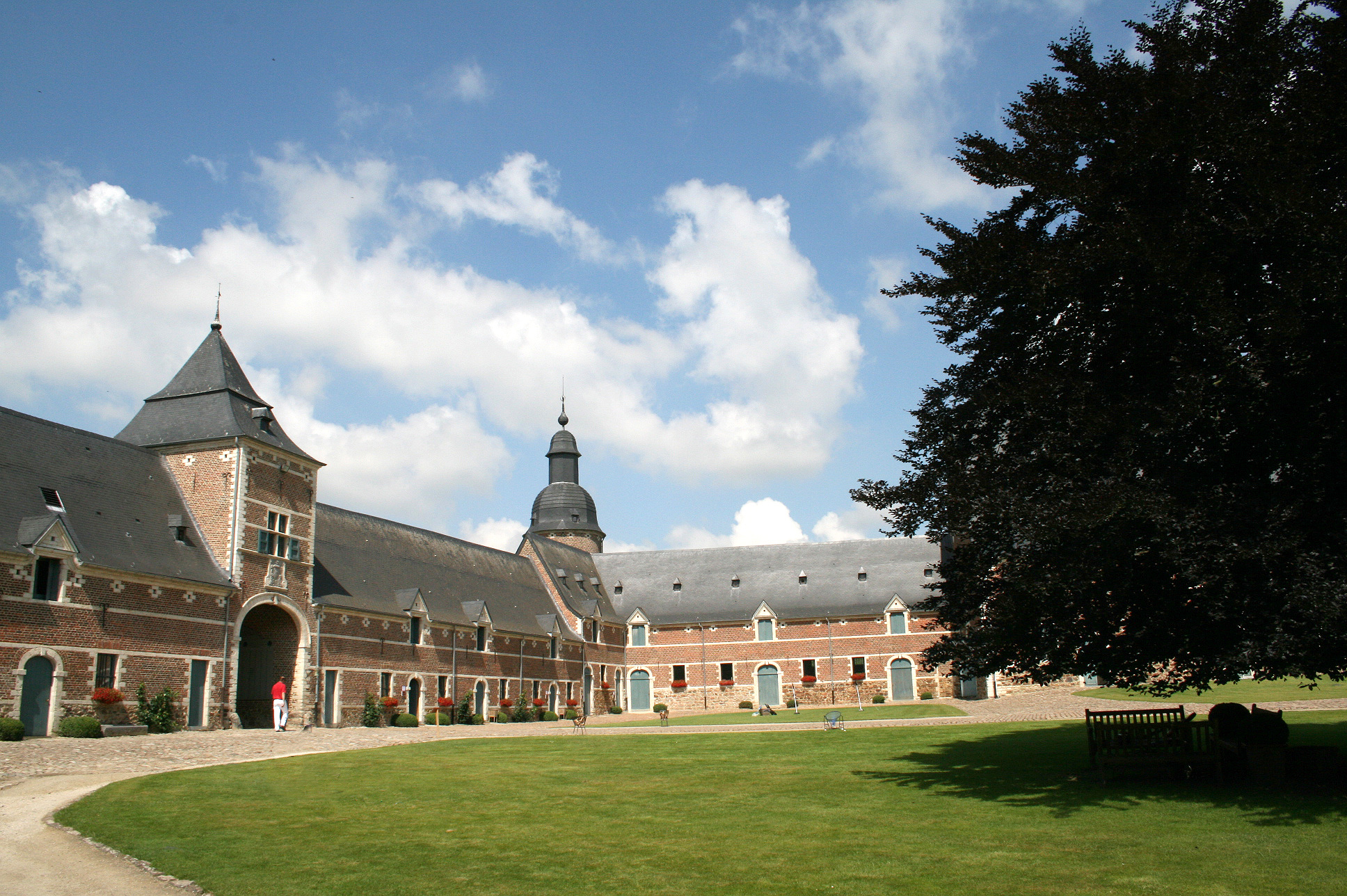
Voormalige Cisterciënserinnenabdij van La Ramée
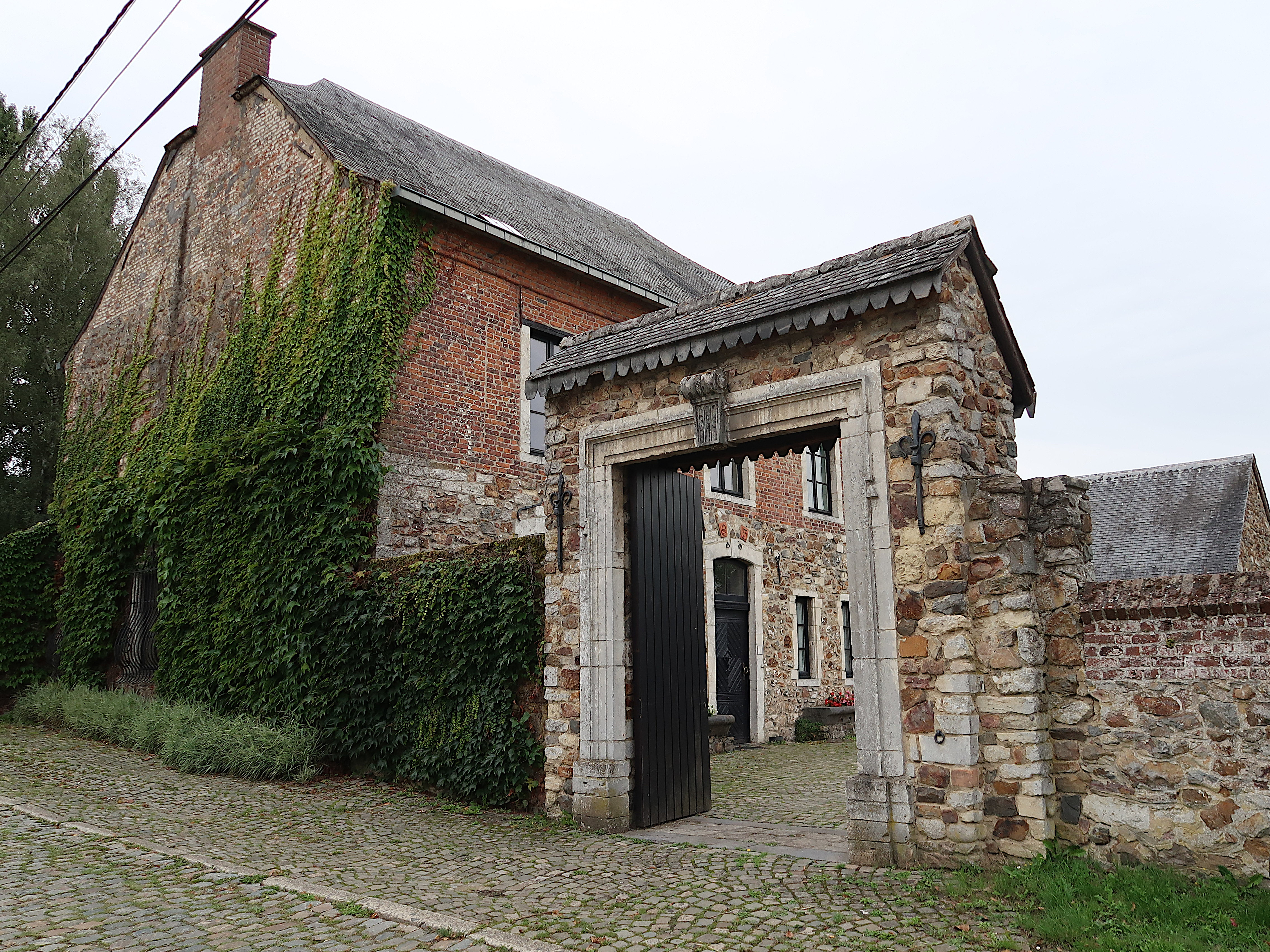
Pastorie met kern uit de 17e eeuw
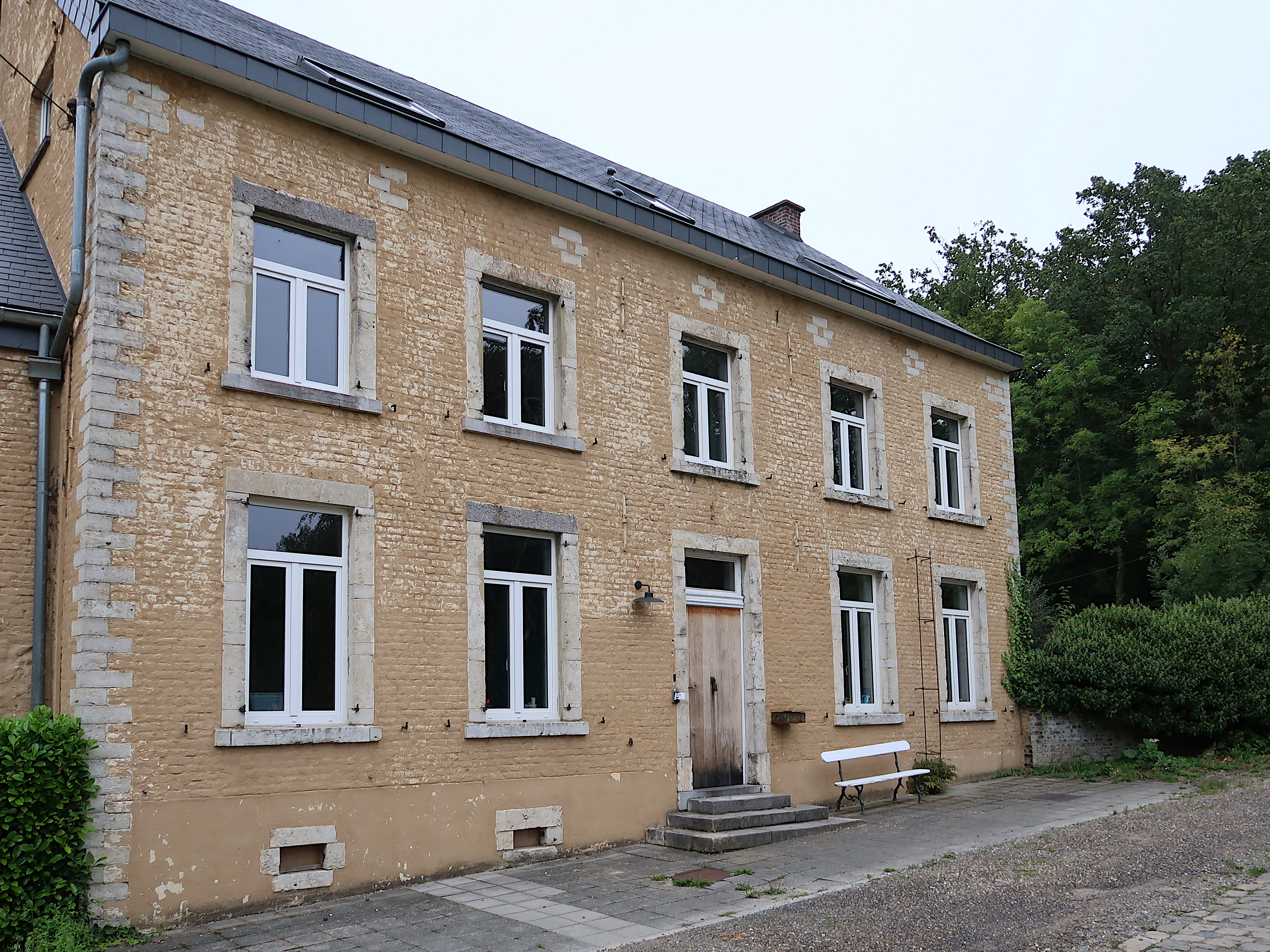
Molenhuis van de Molen van Maka uit de 19e eeuw

## Natuur en landschap
Jauchelette ligt aan de Grote Gete. De hoogte aan de kerk bedraagt 101 meter.

## Demografische ontwikkeling
- Bronnen:NIS, Opm:1831 tot en met 1970=volkstellingen, 1976= inwonersaantal op 31 december

## Nabijgelegen kernen
Glimes, Dongelberg, Jodoigne-Souveraine, Huppaye, Bomal
Deelgemeenten: Dongelberg · Geldenaken · Jauchelette · Lathuy · Malen · Opgeldenaken · Petrem · Sint-Jans-Geest · Sint-Remigius-Geest · Zittert-Lummen

Overige dorpen en gehuchten: Brocui · Genville · Gobertange · Herbais · Maison du Bois · Molembais-Saint-Josse · Piétremeau · Sint-Maria-Geest · Sart-Mélin

Belgische gemeenten · Arrondissement Nijvel · Waals-Brabant · Wallonië